# Václav Dvořák (kněz)
Václav Dvořák (28. prosince 1921, Bechyně – 30. července 2008, České Budějovice) byl český římskokatolický kněz, generální vikář (1990–1991 a 1991–1999), administrátor (1991) a biskupský vikář (1999–2008) českobudějovické diecéze, od roku 2000 kanovník Katedrální kapituly u sv. Mikuláše České Budějovice.
Za komunistického režimu byl vězněn, podílel se na činnosti podzemní církve. Byl významným členem českého skautského hnutí, jako skaut používal přezdívku Ťinťa. Byl jedním ze zakladatelů Jihočeské lesní školy Igora Slatkovského i Ekumenické lesní školy.

## Život
Václav Dvořák se narodil v Bechyni, kde pak vstoupil do skautského oddílu a účastnil se i činnosti Sokola.
Za války byl totálně nasazen v Linci v továrně na výrobu tanků. Po válce byl opět činný ve skautském hnutí, a to i poté, co bylo po únoru 1948 zakázáno. V roce 1948 byl biskupem Josefem Hlouchem vysvěcen na kněze a v následujících třech letech působil ve farnostech Kardašova Řečice, Pluhův Žďár, Domažlice a Trhanov. Jako kaplan na Folmavě pomáhal lidem prchajícím před komunisty přes hranice. Dostal se tak do hledáčku StB, poprvé jej nakrátko zatkla v březnu 1949.
Sám se několikrát pokusil před komunistickou mocí uprchnout přes hranice, ani jeden z pokusů mu však nevyšel. V jednom případě se například domluvil s knězem Karlem Fořtem: zatímco Dvořák se v blízkosti hranice stal svědkem postřelení jiného uprchlíka, a plánu se proto vzdal, Fořtovi se útěk zdařil a dlouhá léta pak pracoval pro Svobodnou Evropu v Mnichově.

## Věznění
Komunisté Dvořáka nejdříve povolali k PTP (1951), kde sloužil 14 měsíců (Město Libavá, Olomouc, Přerov).
V lednu 1953 byl zatčen, 16 měsíců držen v samovazbě a brutálně vyslýchán v Ruzyni. V květnu 1954 byl vojenským soudem ve vykonstruovaném procesu odsouzen na 7 let na velezradu. Krátce pak byl vězněn ve Valdicích a poté v černouhelných dolech ve Rtyni v Podkrkonoší.
Propuštěn byl v lednu 1960.

## Po propuštění
Po propuštění pracoval v různých civilních zaměstnáních, např. jako dělník nebo později jako nákupčí v antikvariátu nedaleko Karlova mostu v Praze.
Byl klíčovou osobností podzemní církve, podílel se především na podzemní výuce teologie. Mimo jiných u něj studoval i Tomáš Halík. V roce 1968 se mu podařilo dostat na několik zahraničních pobytů, např. v Římě nebo Ženevě.
V roce 1982 dostává státní souhlas působit jako výpomocný duchovní v Praze-Braníku, později v kostele Panny Marie Sněžné.
Od 1. dubna 1990 byl jmenován generálním vikářem českobudějovické diecéze, kterým zůstal až do roku 1999 (s krátkou přestávkou od 3. června do 11. listopadu 1991, kdy byl jejím administrátorem).
V roce 1992 začíná působit jako duchovní ve vazební věznici v Českých Budějovicích. Od roku 1999 působil jako biskupský vikář pro cizince, školství, mládež a vězně, v posledních letech se hodně věnoval i farnosti Ledenice a působil jako vězeňský kaplan.

## Citáty
| „                               | Hlad, žízeň, noční výslechy, provázené psychickými a fyzickými násilnostmi, bez vzduchu a vycházek, pod stálým dohledem a za buzerace bachařů. Dostal jsem sedm let. Všechno jsme překonávali vírou, nadějí a modlitbou. | “ |
| — Václav Dvořák o svém věznění. | |   |

| „               | Pořád se mi chce pracovat, mám radost z práce ve farnosti a v base. Na nohou mě drží to, že dělám s lidmi a mohu jim pomoci. Zaplaťpánbůh za zdraví, co mi Pánbůh dal, a za lidi, co o mě pečují. | “ |
| — Václav Dvořák | |   |

| „             | Každé setkání s tak čistým člověkem bylo úžasné a moc mě obohatilo. | “ |
| — Jan Mazanec |                                                                     |   |

## Vyznamenání
- V dubnu 1995 ho papež Jan Pavel II. jmenoval papežským prelátem s právem užívat titul monsignore
- Václav Havel mu v roce 2002 udělil Medaili Za zásluhy I. třídy